# Xestia dernarius
Xestia dernarius är en fjärilsart som beskrevs av Smith 1907. Xestia dernarius ingår i släktet Xestia och familjen nattflyn. Inga underarter finns listade i Catalogue of Life.